# Lieve Hoet
Lieve Hoet (San Martín (Buenos Aires) (Argentinië), 17 december 1950) is een Vlaams schrijver van jeugdboeken.

## Levensloop
Toen Lieve vijf was kwam het gezin weer naar België. Haar vader overleed in 1959 en moeder en de vier kinderen gingen in Dilbeek wonen.
Na de middelbare school doorliep ze de kandidaturen biologie aan de Katholieke Universiteit Leuven, gevolgd door de licenties biologie aan de Rijksuniversiteit Gent. Ze werd lerares aan het Sint-Jozefsinstituut in Tielt. 
Ze trouwde met een medestudent en ze woonden opeenvolgend in Wingene, Ruiselede en Brugge. Ze kregen twee zonen en later kleinkinderen. Ze is verwant met de schrijvers Herman Vos en Valère Depauw.
De relaties en discussies met haar leerlingen gaven haar inspiratie om boeken te schrijven, gericht op adolescenten. Ze putte hiervoor uit een brede reeks van inspiratiebronnen: vreemde culturen, natuur, vriendschap, maatschappelijke problemen, jeugdervaringen, wetenschappen, geschiedenis. Voor een paar boeken nam ze het middeleeuwse Brugge als kader.

## Publicaties
- Anders?, uitg. DKS, 1992.
- Vrije vogel, Tielt, Lannoo, 1992.
- Spanning op de San Martin, Tielt, Lannoo, 1995.
- Stroomversnelling, Tielt, Lannoo, 1995.
- Ontdekking van de Awash, Tielt, Lannoo, 1997.
- Paardenstaart, Tielt, Lannoo, 2000.
- De blauwe schuit, Tielt, Lannoo, 2002.
- Loudolf, het stokstaartje, Tielt, Lannoo, 2003.
- Verwoestijning, uitg. Plantyn, 2007
- Doe ik het, Tielt, Lannoo, 2010.
- Tanne en ik, uitg. De Scriptomanen, 2014.